# سام بيرام
سام بيرام (بالإنجليزية: Sam Byram)‏ (16 يناير 1993 ثوروك المملكة المتحدة - ) هو لاعب كرة قدم بريطاني، يلعب كمدافع.

## وصلات خارجية
سام بيرام على موقع قاعدة بيانات كرة القدم.إي يو (الإنجليزية)
- سام بيرام على موقع Soccerbase.com (لاعب) (الإنجليزية)
- سام بيرام على موقع Soccerway.com (الإنجليزية)
- سام بيرام على موقع عالم كرة القدم.نت (الإنجليزية)
- سام بيرام على موقع AS.com (الإسبانية)